# 按察使
按察使，是中國、日本、朝鮮、越南官职，明清時為正三品。“按察使”一名始見於唐朝。原為監察性質的官職，近於御史，後逐漸偏向司法官，清代別稱有臬臺、臬司、廉訪使、廉臺。

## 中國
唐朝初年仿汉朝刺史制度设立，赴各道巡察，考核吏治，近於御史。景云二年分置十道按察使，成为常设官员。开元二十年（732年）改称采访使，乾元元年（758年）又改称观察处置使，实为各州刺史的上级，权力仅次于节度使，凡有节度使之处亦兼带观察处置使衔。
宋朝节度使淪為虛職，转运使初亦兼领提刑，後乃别设提點刑獄司（四監司之一），遂为后世按察使之前身，与唐朝的观察使性质不同，為路一級司法官員。
金朝承安四年（1199年）稱為按察使，掌管一路的司法刑獄。
元朝改按察使為肅政廉訪使，簡稱廉訪使，因此按察使俗稱「廉訪」，為道一級司法官員兼監察。
明朝復稱按察使。明朝省級（其實明朝並不置行省，「省」只是民間對三司轄區繼續使用的俗稱）之權力一分為三，由三司分掌，分別是承宣布政使司、提刑按察使司和都指揮使司，布政使管“民政”，按察使管“刑名”，都指揮使則管“軍事”。
清朝布政使不再是一省长官，是隶属于總督或（及）巡抚的首席省級官員，主管民政赋税；按察使职掌司法依舊不变；都指挥使废置不设。
《尚書》：“汝陳時臬。” 孔穎達《五經正義》：“汝當布陳是法。”後因稱張布刑法為“陳臬”。亦借指司法官。故又稱按察使為“臬臺”、“臬司”。

## 日本
日本奈良時代元正天皇養老三年（719年）始設，是負責地方行政監督的令外官。平安時代以後只剩下陸奧國、出羽國有按察使，其他地區則由納言（大納言、中納言、少納言）和參議兼任地方官。
明治維新又再設按察使監督地方政治，明治二年起實行，翌年廢除。

## 朝鮮
朝鮮半島高麗時代始設。

## 延伸阅读
[在维基数据编辑]
 《欽定古今圖書集成·明倫彙編·官常典·臬司部》，出自陈梦雷《古今圖書集成》